# Província de Panjshir

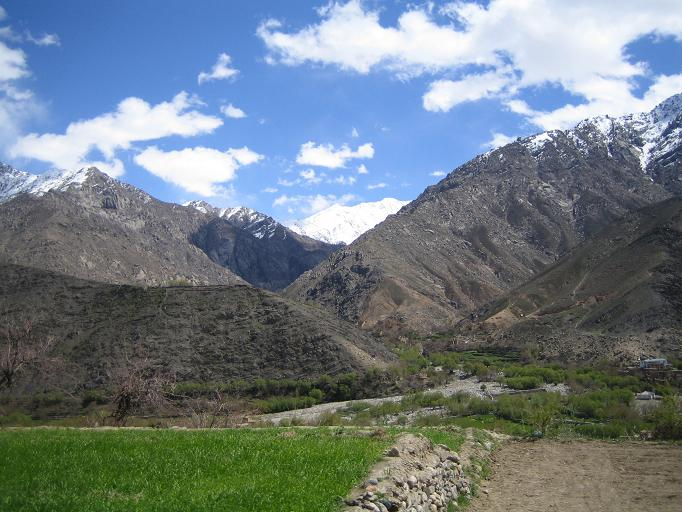
Vall del Pandjshir, 2006

Panjshir o Panjsher (persa/paixtu پنجشیر, literalment "cinc lleons"), és una divisió administrativa de l'Afganistan amb capital a Bazarak. Inclou la vall de Panjshir famosa per ser el lloc on els talibans van quedar aturats i no van poder conquerir el 10% del país que va restar sota control de l'anomenada Aliança del Nord. La població, de majoria tadjik, és de 139.100 habitants (2009) amb alguns hazares, paixtus i altres. i la superfície de 3.610 km².
Fins al 2004 fou un districte de la província de Parwan i en aquesta data fou segregat i elevat a província, al·legant que Ahmad Shah Massud, un cap islamista tadjik de la guerra contra els soviètics que va esdevenir cap de la resistència als talibans paixtus, havia administrat el territori de manera separada i l'elevació era en honor del comandant Massud que fou assassinat el 9 de setembre del 2001 per un suïcida taliban. La província va estar sota control dels americans fins a la seva retirada en 2021, i després de la caiguda de Kabul a mans dels talibans en la guerra de l'Afganistan va quedar com la única província no ocupada, i Amrullah Saleh hi va cridar a la resistència.

## Districtes
| Districte | Població | Notes         |
| --------- | -------- | ------------- |
| Anaba     | 12 587   | Creat el 2005 |
| Bazarak   | 15 587   | Creat el 2005 |
| Darah     | 20 360   | Creat el 2005 |
| Khenj     | 26 722   | Creat el 2005 |
| Paryan    | 12 525   | Creat el 2005 |
| Rokha     | 10 102   | Creat el 2005 |
| Shotul    | 11 300   | Creat el 2005 |